# Louise Joor
Louise Joor, née le 18 août 1988 à Bruxelles (région de Bruxelles-Capitale), est une autrice de bande dessinée belge. Elle accède à la notoriété avec Kanopé, publié en 2014.

## Biographie
Louise Joor naît le 18 août 1988 à Bruxelles. Elle est la fille d'un libraire spécialisé en bande dessinée, devenu éditeur, et une mère dessinatrice. Elle fait ses études à l'Institut Saint-Luc de Bruxelles. Ses ouvrages reflètent son intérêt envers l'écologie,.
En 2014 paraît son premier ouvrage, Kanopé dans la collection « Mirages » aux éditions Delcourt. Il s'agit d'une narration post-apocalyptique qui reflète ses préoccupations écologiques et contient des rappels aux œuvres d'Hayao Miyazaki, qui l'ont profondément influencée. Kanopé vaut à l'autrice la mention spéciale du jury lors du festival des Utopiales ainsi que le prix « Avenir » des prix Saint-Michel. La série connaît un deuxième volume en 2019.
À partir de 2016, et dans la collection « Terres de Légendes » chez le même éditeur, elle publie Neska du clan du Lierre. Une suite paraît en 2017, décrite comme une « fable écolo-initiatique ».
Elle participe également aux deux premiers volumes de Résilience, un récit d'anticipation, en tant que co-scénariste et storyboarder aux côtés d'Augustin Lebon (Casterman).
En 2023, elle réalise un one shot fantastique sur un scénario d'Augustin Lebon intitulé Le Grand Migrateur,, publié aux éditions Rue de Sèvres et elle expose les planches originales de l'album à la Galerie Passerelle Louise à Bruxelles.
Ses influences sont diverses : les dessins animés de Miyazaki et de Disney, les romans de Robin Hobb, les bandes dessinées de Jeff Smith, de Virginie Augustin ainsi que Cyril Pedrosa.
Louise Joor rejoint l'association The Ink Link pour s'engager en bande dessinée autour de l'égalité hommes-femmes. Elle fait également partie du Collectif des créatrices de bande dessinée contre le sexisme.
Elle collabore épisodiquement à Spirou, où elle commence à animer La Semaine de Spirou sur un scénario de Jean-Michel Thiriet et livre un court récit avec Hugo Poupelin intitulé Ainsi tombe ! en 2015, puis le mini-récit Compost city publié dans le no 4176 en 2018 et elle réalise en solo le court récit de deux pages Au bord de l'eau en 2022,,.

## Œuvres
- Kanopé (scénario, dessin et couleurs), Delcourt, coll. « Mirages »

1. Kanoopé[20], 2014  (ISBN 978-2-7560-3676-2)
2. Héritage, 2019  (ISBN 978-2-7560-9497-7)

### Neska du clan du Lierre
- 1. Le Marché des coccinelles[21],[22],[23], Delcourt, coll. « Terres de Légendes », Paris, 27 janvier 2016
Scénario, dessin et couleurs : Louise Joor -  (ISBN 978-2-7560-6645-5)
- 2. Le Rituel de la pluie[9], Delcourt, coll. « Terres de Légendes », Paris, 1 février 2017
Scénario, dessin et couleurs : Louise Joor -  (ISBN 978-2-7560-7478-8)

### Résilience
- Résilience, storyboard et co-scénarisé avec Augustin Lebon, dessin Augustin Lebon, couleurs Hugo Poupelin, Casterman

1. Les Terres mortes[24],[25], 2017  (ISBN 978-2-203-09746-9)

- 2. La Vallée trahie[26],[27], Casterman, Bruxelles, 1 février 2017
Scénario : Augustin Lebon, Louise Joor - Dessin : Augustin Lebon - Couleurs : Hugo Poupelin -  (ISBN 978-2-203-13687-8) — storyboard : Louise Joor.

### Les Légendaires - Stories
- 1. Toopie et le tournoi de Cirkarar[28], Delcourt, coll. « Delcourt Jeunesse », Paris, 12 janvier 2022
Scénario, dessin et couleurs : Louise Joor -  (ISBN 978-2-413-02747-8)

- Le Grand Migrateur[11],[12],[13],[29], Rue de Sèvres, Paris, 30 août 2023
Scénario : Augustin Lebon - Dessin et couleurs : Louise Joor -  (ISBN 9782810202874)

## Récompenses
- 2014 :
  -  prix Saint-Michel : prix de l'avenir pour Kanopé[9] ;
  -  prix de la meilleure bande dessinée de science-fiction : mention spéciale pour Kanopé[4].

#### Périodiques
- Hugues Dayez, « Spirou et moi : Louise Joor », Spirou, Dupuis, no 4227,‎ 17 avril 2019, p. 45 (ISSN 0771-8071).

#### Articles
- Louise Joor (interviewée par Caroline Bulletine), « Louise Joor se lance dans l'aventure de la BD », Zoo,‎ 6 juin 2014 (lire en ligne, consulté le 8 octobre 2023).
- Louise Joor (interviewée par Christian Missia Dio), « Louise Joor : "La situation des auteurs de BD n’est pas évidente, c’est pour cela que j’ai poussé mon coup de gueule devant les politiques" », ActuaBD,‎ 6 septembre 2014 (lire en ligne, consulté le 21 avril 2023).
- Louise Joor (interviewée par Charles-Louis Detournay), « Louise Joor ("Neska du Clan du Lierre") : « L’instinct est pour moi quelque chose de positif qui nous relie à l’animal que nous sommes » », ActuaBD,‎ 10 février 2016 (lire en ligne, consulté le 2 juillet 2023).
- Louise Joor (interviewée), « Interview de Louise Joor, à propos du « Grand migrateur » », La Mouette hurlante,‎ 18 septembre 2023 (lire en ligne, consulté le 23 juillet 2024).

### Émissions de radio
- Le grand migrateur - Louise Joor/ Augustin Lebon (ed Rue de Sèvres), émission Entre les cases présentée par Delphine Freyssinet sur Radio chrétienne francophone, (26 min 57 s), 27 septembre 2023.

### Émissions de télévision
- Kaboom ! - Tome #13 – Retour vers le futur avec Kanopé sur RTL-TVI, Présentation : Thibaut Fontenoy - Réalisation : Patrice Gautot - Production : Bangarang (9 min 46 s), 27 septembre 2014 Voir en ligne.